# Jean Bustamante
Jean Bustamante es un futbolista chileno. Actualmente juega como volante. Debutó en el club chileno Santiago Wanderers.

## Carrera
Debutó el 2007 en Santiago Wanderers, club con el cual a fin de año bajo a la segunda división del fútbol chileno. Durante el 2008 no tuvo mucha continuidad en Wanderers por lo cual con la llegada del técnico Jorge Aravena se decide enviarlo a préstamo al club de tercera división Unión Quilpué donde continua hasta agosto de 2009 por problemas entre Wanderers y Unión Quilpué.

## Clubes
| Club               | País  | Temporadas |
| ------------------ | ----- | ---------- |
| Santiago Wanderers | Chile | 2007-2008  |
| Unión Quilpué      | Chile | 2008-2009  |
| Trasandino         | Chile | 2010       |

- Datos: Q6451846